# اتفاقية آرهوس

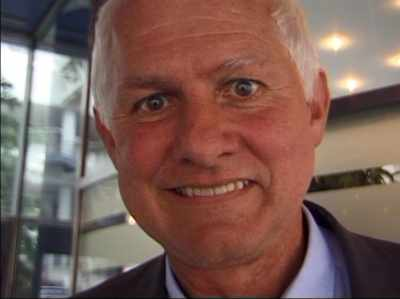

تم توقيع اتفاقية لجنة الأمم المتحدة الاقتصادية لأوروبا بشأن الوصول إلى المعلومات والمشاركة العامة في صنع القرار وإمكانية اللجوء إلى القضاء في الشؤون البيئية، والتي تعرف عادة باسم اتفاقية آرهوس، وذلك في 25 يونيو عام 1998 في الدنمارك في مدينة آرهوس. ودخلت الاتفاقية حيز التنفيذ في 30 أكتوبر 2001، وابتداءً من شهر مايو 2013 صدقت عليها 45 دولة والاتحاد الأوروبي. وكانت جميع الدول التي صدقت على الاتفاقية من أوروبا وآسيا الوسطى. بدأ الاتحاد الأوروبي في تطبيق مبادئ اتفاقية آرهوس في تشريعاته، وبالأخص في توجيه إطار العمل الخاص بالمياه (توجيه 2000/60/EC). وقعت ليختنشتاين وموناكو وسويسرا على الاتفاقية ولكنها لم تعتمدها.
تمنح اتفاقية آرهوس المواطنين حقوقًا خاصة بالوصول إلى المعلومات، والمشاركة العامة، وإمكانية اللجوء إلى القضاء؛ في عمليات صنع القرارات الحكومية بشأن المسائل المتعلقة بالبيئة العابرة للحدود والوطنية والمحلية. فهي تركز بشكل أساسي على التفاعل بين السلطات العامة والجمهور.

## المحتوى
اتفافية آرهوس هي اتفاق بيئي متعدد الأطراف، من خلاله يتم تأمين فرص متزايدة وشفافة وذات إجراءات تنظيمية موثوق بها للمواطنين بهدف الوصول إلى المعلومات البيئية.
وهي وسيلة لتعزيز شبكة الإدارة البيئية واستحداث علاقة جديرة بالثقة والتفاعل بين المجتمع المدني والحكومات، وإضافة آلية جديدة الغرض من إنشائها تعزيز قيمة المشاركة الشعبية في عملية صنع القرار وضمان الوصول إلى العدالة: تقود «الإدارة بالإعلان» إلى التحول نحو مجتمع مسؤول بيئيًا.
وقد تمت صياغة اتفاقية آرهوس من قبل الحكومات، مع المشاركة المطلوبة بشدة من المنظمات غير الحكومية وهي ملزمة قانونيًا لجميع الدول التي صدقت عليها وأصبحت طرفًا فيها. ومن ضمن من صدقوا على الاتفاقية السوق الأوروبية المشتركة، التي عليها بالتالي مهمة ضمان الالتزام ليس فقط داخل الدول الأعضاء، ولكن في مؤسساتها أيضًا التي تؤدي واجبات إدارية عامة.
على جميع الأطراف الالتزام لتعزيز المبادئ الواردة في الاتفاقية، واستكمال تقرير وطني والذي عادة ما يضم عملية تشاورية شفافة.

### السمات العامة
اتفاقية آرهوس هي منهجية قائمة على الحقوق: للجمهور، سواء أجيال الحاضر أو المستقبل، حق المعرفة والعيش في بيئة صحية.
وثمة اختلاف بين «الجمهور» الذي يضم جميع أطراف المجتمع المدني، وبين «الجمهور المعني» والذي يضم هؤلاء الأشخاص أو المنظمات المتأثرة أو المهتمة بالمشاركة في صنع القرارات المتعلقة بالبيئة (مثل المنظمات البيئية غير الحكومية).
"السلطات العامة هم المعنيون بالاتفاقية، أي الحكومات، والمؤسسات الدولية، والهيئات المخصخصة التي لديها مسؤوليات عامة أو تعمل تحت رقابة الهيئات العامة. يتم استبعاد القطاع الخاص حيث يعتمد الإفصاح عن المعلومات على التطوع، والممارسات غير الإلزامية، والهيئات التي تعمل بصفة قضائية أو تشريعية.
من الأحكام الهامة الأخرى مبدأ «عدم التمييز» (حيث يجب توفير جميع المعلومات بغض النظر عن موطن أو جنسية طالبها)، والطبيعة الدولية للاتفاقية،  وأهمية تعزيز التعليم البيئي للجمهور.

### الركائز الثلاث
1. الوصول إلى المعلومات: من حق كل مواطن الوصول إلى المعلومات البيئية بصورة سهلة وشاملة. وعلى السلطات العامة توفير جميع المعلومات المطلوبة وجمعها ونشرها في الوقت المناسب وبشكل يتسم بالشفافية. ولها أن ترفض فعل ذلك في ظروف معينة فقط (كالدفاع الوطني)،[11][14] (لجنة الأمم المتحدة الاقتصادية لأوروبا 2006)
2. المشاركة العامة في صنع القرار: يجب إبلاغ الجمهور بجميع المشاريع ذات الصلة وأن تتاح لهم فرصة المشاركة في صنع القرارات وعملية التشريع. كما يمكن لصناع القرار الاستفادة من معارف وخبرات الجمهور؛ حيث تعتبر هذه المساهمة فرصة ممتازة لتحسين جودة القرارات البيئية والنتائج وكذلك لضمان شرعية الإجراءات.[15][16]
3. اللجوء للقضاء: للجمهور الحق في التظلم القضائي أو الإداري إذا قام أي طرف بانتهاك القانون البيئي ومبادئ الاتفاقية أو لم يلتزم بهما.[16][17]

### مزيد من التأملات/الانعكاسات
اتفاقية آرهوس عبارة عن «إجراءات للأنظمة البيئية» ,; فهي تركز بشكل أكبر على الإعداد والإدراج بدلاً من وضع المعايير وتحديد النتائج، مع السماح للأطراف المشاركة بتفسير وتنفيذ الاتفاقية حسب النظم والظروف التي تميز دولتهم. ويجسد هذا النموذج مثالاً تامًا من الحوكمة متعددة المستويات.
ويكمن الخطر في إهدار الوقت والموارد التي يمكن استثمارها على خلاف ذلك عند تحديد النتائج، على الرغم من حقيقة أنه يجعل الاتفاقية غامضة وضعيفة وعرضة لتفسيرات متعددة.
وتشير انتقادات أخرى إلى حقيقة استبعاد الهيئات الخاصة من الإجراءات الإلزامية (ميسون 2010)، وإلى أنه يمكن، علاوة على ذلك، مناقشة ما إذا كانت المنظمات غير الحكومية المعنية تمثل المصالح البيئية بصدق، ففي كثير من الأحيان لا يمتلك المواطنون العاديون الإمكانيات المادية للمشاركة بشكل فعال ولذلك ليس لديهم خيار سوى أن تمثلهم هذه المنظمات الكبيرة. يوحي أيضًا الاختلاف النسبي بين المشاركين والموارد غير المتكافئة للمجموعات الاجتماعية احتمال الحفاظ على البيئة بشكل غير منظم وغير متوازن.

### لجنة الامتثال
تم تأسيس لجنة الامتثال لاتفاقية آرهوس لتلبية متطلبات المادة 15 من الاتفاقية بشأن مراجعة الالتزام بوضع ترتيبات لاستعراض الامتثال لأحكام الاتفاقية.
للاتفاقية آلية فريدة من نوعها لاستعراض الامتثال، والتي من الممكن أن تظهر في أربع طرق:
1. يقوم أي طرف بتقديم بيان يتعلق بالامتثال الخاص به،
2. يقوم أي طرف بتقديم بيان يتعلق بالامتثال الخاص بطرف آخر،
3. تحيل أمانة الاتفاقية إلى اللجنة، أو
4. يقوم عضو من الجمهور بالإبلاغ بشأن امتثال طرف.

تعتبر آلية الامتثال فريدة من نوعها في القانون البيئي الدولي، حيث تسمح للأعضاء من الجمهور بالإبلاغ مباشرة عن مخاوفهم بشأن امتثال طرف إلى لجنة من الخبراء القانونيين الدوليين مخولة بالنظر في حيثيات القضية (لجنة الامتثال لاتفاقية آرهوس). وعلى الرغم من ذلك، فليس بإمكان اللجنة إصدار قرارات ملزمة، وإنما تقوم بتقديم توصيات للاجتماع الكامل لجميع الأطراف (MoP). غير أنه من الناحية العملية، حيث يكون من النادر الاجتماع الكامل للأطراف، تحاول الأطراف تنفيذ توصيات لجنة الامتثال. واعتبارًا من أغسطس 2009، تم استلام 41 بلاغًا من الجمهور كثير منها مصدره المنظمات غير الحكومية، وتم تقديم بيان واحد من طرف للجنة الامتثال للاتفاقية.

### بروتوكول إطلاق الملوثات
تم اعتماد بروتوكول كييف لسجلات إطلاق الملوثات ونقلها في اتفاقية آرهوس في اجتماع استثنائي للأطراف في 21 مايو 2003 بمدينة كييف عاصمة أوكرانيا. وقد وقع على البروتوكول 36 دولة وكذلك السوق الأوروبية المشتركة. واعتبارًا من يوليو 2013، قامت 31 دولة بالتصديق على البروتوكول. كما قامت السوق الأوروبية المشتركة بالتصديق على البروتوكول أيضًا، مما يرجح أن تحذو الدول الخمس والعشرون الأخرى الأعضاء في الاتحاد الأوروبي حذوها.
يعتبر بروتوكول كييف أول صك دولي ملزم قانونيًا بشأن سجلات إطلاق الملوثات ونقلها (PRTRs). وهذه السجلات عبارة عن بيانات عن الملوثات المنبعثة من المواقع الصناعية ومن المصادر الأخرى مثل الزراعة والمواصلات. والهدف من هذا البروتوكول هو «تعزيز وصول الجمهور إلى المعلومات من خلال إنشاء سجلات متسقة عن إطلاق الملوثات ونقلها في كافة أنحاء الدولة». كما يلزم البروتوكول مؤسسات القطاع الخاص بشكل غير مباشر بتقديم تقرير سنوي إلى حكوماتها الوطنية عن إطلاقها للملوثات ونقلها لها.
ليس شرطًا أن يكون أطراف البروتوكول أطرافًا في الاتفاقية. وبهذا يكون البروتوكول عبارة عن اتفاق دولي قائم بذاته. سيدخل بروتوكول كييف لإطلاق الملوثات ونقلها حيز التنفيذ بعد 90 يومًا من تصديق الدولة السادسة عشرة على الاتفاق أو بانضمامها إليه.
تم اعتماد تعديل اتفاقية آرهوس بشأن «المشاركة العامة في اتخاذ القرارات الخاصة بالإطلاق المتعمد في البيئة والطرح في أسواق الكائنات المعدلة وراثيًا» في الاجتماع الثاني للأطراف في 27 مايو 2005 في مدينة ألماتي بدولة كازاخستان. واعتبارًا من أغسطس 2009، تم التصديق عليها من قبل 21 دولة. وسيدخل التعديل الخاص بالكائنات المعدلة وراثيًا حيز التنفيذ بعد مضي 90 يومًا من تصديقه من قبل ثلاثة أرباع أطراف اتفاقية آرهوس على الأقل.
قال الأمين العام للأمم المتحدة، كوفي أنان (1997–2006)، «بالرغم من أن نطاق الاتفاقية يعتبر إقليميًا، إلا أن أهميتها عالمية. وتعتبر إلى الآن التعبير الأكثر تأثيرًا بشأن المبدأ العاشر من إعلان ريو، والذي يؤكد على ضرورة مشاركة المواطنين في القضايا البيئية، والحصول على المعلومات البيئية التي تحتفظ بها السلطات العامة. وبهذا يكون هذا المشروع هو الأكثر طموحًا في مجال الديمقراطية البيئية التي أجرتها الأمم المتحدة حتى الآن».
كما يمتد تأثير اتفاقية آرهوس لأكثر من المجال البيئي. وأثناء الاجتماع الثاني لـ منتدى إدارة الإنترنت، والذي عقد في الفترة ما بين 12-15 مايو 2007 في مدينة ريو دي جانيرو، تم تقديم الاتفاقية كنموذج للمشاركة العامة والشفافية في تشغيل المنتديات الدولية.

## وصلات خارجية
- UNECE Aarhus Convention website
- UNECE Aarhus Convention Clearinghouse website
- Case Law of the Aarhus Convention Compliance Committee (2004-2008)
- 2nd Edition of the Case Law of the Aarhus Convention Compliance Committee (2004-2011)
- FOR THE SECOND MEETING OF THE PARTIES TO THE AARHUS CONVENTION. 2005
- FOR THE THIRD MEETING OF THE PARTIES TO THE AARHUS CONVENTION. 2008